# U-21-Fußball-Europameisterschaft 2009/Kader
Dieser Artikel ist eine Übersicht der Mannschaftskader der U-21-Fußball-Europameisterschaft 2009 in Schweden. An dem Turnier dürfen Spieler teilnehmen, die am oder nach dem 1. Januar 1986 geboren wurden.

## Belarus
| #  | Pos. | Name                      | Geburtstag | Verein                  | Spiele | Tore | Gelbe Karte | Gelb-Rote Karte | Rote Karte |
| -- | ---- | ------------------------- | ---------- | ----------------------- | ------ | ---- | ----------- | --------------- | ---------- |
| 1  | T    | Pawel Tschasnowski        | 04.03.1986 | FK Wizebsk              | 3      | 0    | –           | –               | –          |
| 2  | V    | Mikalai Asipowitsch       | 29.05.1986 | MTZ-RIPA Minsk          | 3      | 0    | –           | –               | –          |
| 3  | V    | Aljaksandr Martjinowitsch | 26.08.1987 | Dinamo Minsk            | 1      | 0    | –           | –               | –          |
| 4  | V    | Ihar Schytau              | 24.10.1986 | BATE Baryssau           | 3      | 0    | 1           | –               | –          |
| 5  | V    | Maksim Bardatschou        | 18.06.1986 | BATE Baryssau           | 2      | 0    | 1           | –               | –          |
| 6  | M    | Sjarhej Balanowitsch      | 29.08.1987 | FK Schachzjor Salihorsk | 0      | 0    | –           | –               | –          |
| 7  | M    | Sjarhej Krywez            | 08.06.1986 | BATE Baryssau           | 3      | 0    | 1           | –               | –          |
| 8  | M    | Aljaksandr Waladsjko      | 18.06.1986 | BATE Baryssau           | 3      | 0    | –           | –               | –          |
| 9  | A    | Leanid Kowelj             | 29.07.1986 | Saturn Ramenskoje       | 3      | 0    | 1           | –               | –          |
| 10 | A    | Dsmitryij Kamarouskit     | 10.10.1986 | Naftan Nawapolazk       | 2      | 0    | 1           | –               | –          |
| 11 | M    | Michail Afanasjeu         | 04.11.1986 | Amkar Perm              | 3      | 0    | 1           | –               | –          |
| 12 | T    | Arzjom Hameljko           | 08.12.1989 | Lokomotive Moskau       | 0      | 0    | –           | –               | –          |
| 13 | M    | Aljaksandr Satschyuka     | 05.01.1986 | FK Minsk                | 0      | 0    | –           | –               | –          |
| 14 | M    | Anton Puzila              | 10.06.1987 | Dinamo Minsk            | 2      | 0    | –           | –               | –          |
| 15 | M    | Sjarhej Kisljak           | 06.08.1987 | Dinamo Minsk            | 3      | 2    | 1           | –               | –          |
| 16 | V    | Aleh Werazila             | 10.07.1988 | Dinamo Minsk            | 0      | 0    | –           | –               | –          |
| 17 | M    | Sjarhej Hihewitsch        | 26.01.1987 | Dinamo Minsk            | 1      | 0    | –           | –               | –          |
| 18 | V    | Dsmitryij Werchauzou      | 10.10.1986 | Naftan Nawapolazk       | 3      | 0    | 1           | –               | –          |
| 19 | V    | Aljaksej Januschkewitsch  | 15.01.1986 | FK Schachzjor Salihorsk | 0      | 0    | –           | –               | –          |
| 20 | A    | Wladimir Jurschanka       | 26.01.1989 | Saturn Ramenskoje       | 3      | 0    | –           | –               | –          |
| 21 | M    | Michail Siwakou           | 16.01.1988 | Cagliari Calcio         | 2      | 0    | –           | –               | –          |
| 22 | T    | Anton Kawaleuski          | 02.02.1986 | Naftan Nawapolazk       | 0      | 0    | –           | –               | –          |
| 23 | V    | Andrej Tschuchlej         | 02.10.1987 | Dinamo Minsk            | 2      | 0    | 1           | –               | –          |

Trainer: Juri Kurnenin

## Italien
| #  | Pos. | Name                | Geburtstag | Verein           | Spiele | Tore | Gelbe Karte | Gelb-Rote Karte | Rote Karte |
| -- | ---- | ------------------- | ---------- | ---------------- | ------ | ---- | ----------- | --------------- | ---------- |
| 1  | T    | Andrea Consigli     | 27.01.1987 | Atalanta Bergamo | 4      | 0    | 1           | –               | –          |
| 2  | V    | Marco Motta         | 14.05.1986 | AS Rom           | 4      | 0    | 1           | –               | –          |
| 3  | V    | Marco Andreolli     | 10.06.1986 | Sassuolo Calcio  | 4      | 0    | –           | –               | –          |
| 4  | V    | Domenico Criscito   | 30.12.1986 | CFC Genua        | 4      | 0    | –           | –               | –          |
| 5  | M    | Piermario Morosini  | 05.07.1986 | Vicenza Calcio   | 2      | 0    | –           | –               | –          |
| 6  | V    | Lino Marzorati      | 12.10.1986 | FC Empoli        | 0      | 0    | –           | –               | –          |
| 7  | M    | Ignazio Abate       | 12.11.1986 | FC Turin         | 4      | 0    | 1           | –               | –          |
| 8  | M    | Claudio Marchisio   | 19.01.1986 | Juventus Turin   | 3      | 0    | 2           | –               | –          |
| 9  | A    | Robert Acquafresca  | 11.09.1987 | Cagliari Calcio  | 4      | 3    | –           | –               | –          |
| 10 | A    | Sebastian Giovinco  | 26.01.1987 | Juventus Turin   | 4      | 0    | –           | –               | –          |
| 11 | V    | Paolo De Ceglie     | 17.09.1986 | Juventus Turin   | 3      | 0    | –           | –               | –          |
| 12 | T    | Salvatore Sirigu    | 12.01.1987 | AC Ancona        | 0      | 0    | –           | –               | –          |
| 13 | V    | Andrea Ranocchia    | 16.02.1988 | AS Bari          | 1      | 0    | –           | –               | –          |
| 14 | V    | Francesco Pisano    | 29.04.1986 | Cagliari Calcio  | 1      | 0    | 1           | –               | –          |
| 15 | V    | Salvatore Bocchetti | 30.11.1986 | CFC Genua        | 4      | 0    | 1           | –               | –          |
| 16 | M    | Antonio Candreva    | 28.02.1987 | AS Livorno       | 2      | 0    | –           | –               | –          |
| 17 | M    | Andrea Poli         | 29.09.1989 | Sassuolo Calcio  | 0      | 0    | –           | –               | –          |
| 18 | M    | Alessio Cerci       | 23.07.1987 | Atalanta Bergamo | 0      | 0    | –           | –               | –          |
| 19 | A    | Alberto Paloschi    | 04.01.1990 | FC Parma         | 1      | 0    | –           | –               | –          |
| 20 | A    | Mario Balotelli     | 12.08.1990 | Inter Mailand    | 3      | 1    | 1           | –               | 1          |
| 21 | M    | Luca Cigarini       | 20.06.1986 | Atalanta Bergamo | 4      | 0    | –           | –               | –          |
| 22 | T    | Andrea Seculin      | 14.07.1990 | AC Florenz       | 0      | 0    | –           | –               | –          |
| 23 | M    | Daniele Dessena     | 10.05.1987 | Sampdoria Genua  | 2      | 0    | –           | –               | –          |

Trainer: Pierluigi Casiraghi

## Serbien
| #  | Pos. | Name               | Geburtstag | Verein               | Spiele | Tore | Gelbe Karte | Gelb-Rote Karte | Rote Karte |
| -- | ---- | ------------------ | ---------- | -------------------- | ------ | ---- | ----------- | --------------- | ---------- |
| 1  | T    | Željko Brkić       | 09.07.1986 | FK Vojvodina         | 3      | 0    | –           | –               | –          |
| 2  | V    | Marko Jovanović    | 26.03.1988 | Partizan Belgrad     | 0      | 0    | –           | –               | –          |
| 3  | M    | Ljubomir Fejsa     | 14.08.1988 | Partizan Belgrad     | 3      | 0    | 2           | –               | –          |
| 4  | M    | Gojko Kačar        | 26.01.1987 | Hertha BSC           | 3      | 1    | 1           | –               | –          |
| 5  | V    | Nikola Petković    | 28.03.1986 | Eintracht Frankfurt  | 3      | 0    | 1           | –               | 1          |
| 6  | M    | Nikola Gulan       | 23.03.1989 | AC Florenz           | 0      | 0    | –           | –               | –          |
| 7  | M    | Milan Smiljanić    | 19.11.1986 | Espanyol Barcelona   | 3      | 0    | –           | –               | –          |
| 8  | A    | Rade Veljović      | 09.08.1986 | CFR Cluj             | 2      | 0    | –           | –               | –          |
| 9  | A    | Slavko Perović     | 09.06.1989 | Roter Stern Belgrad  | 0      | 0    | –           | –               | –          |
| 10 | A    | Miralem Sulejmani  | 05.12.1988 | Ajax Amsterdam       | 3      | 0    | 1           | –               | –          |
| 11 | M    | Zoran Tošić        | 28.04.1987 | Manchester United    | 3      | 0    | 1           | –               | –          |
| 12 | T    | Bojan Šaranov      | 22.09.1987 | OFK Belgrad          | 0      | 0    | –           | –               | –          |
| 13 | V    | Ivan Obradović     | 25.07.1988 | Partizan Belgrad     | 1      | 0    | 1           | –               | –          |
| 14 | V    | Nenad Tomović      | 30.08.1987 | Roter Stern Belgrad  | 2      | 0    | 0           | 1               | –          |
| 15 | V    | Nemanja Pejčinović | 04.11.1987 | Roter Stern Belgrad  | 3      | 0    | 1           | –               | –          |
| 16 | V    | Jagoš Vuković      | 10.06.1988 | FK Rad               | 2      | 0    | –           | –               | –          |
| 17 | M    | Nemanja Matić      | 01.08.1988 | MFK Košice           | 1      | 0    | –           | –               | –          |
| 18 | M    | Marko Milinković   | 16.04.1988 | MFK Košice           | 1      | 0    | –           | –               | –          |
| 19 | V    | Rajko Brežančić    | 21.08.1989 | Partizan Belgrad     | 0      | 0    | –           | –               | –          |
| 20 | M    | Dušan Tadić        | 20.11.1988 | FK Vojvodina         | 0      | 0    | –           | –               | –          |
| 21 | V    | Milan Vilotić      | 21.10.1986 | FK Čukarički Stankom | 1      | 0    | –           | –               | –          |
| 22 | M    | Nemanja Tomić      | 21.01.1988 | Partizan Belgrad     | 3      | 0    | –           | –               | –          |
| 23 | T    | Živko Živković     | 14.04.1989 | FK Metalac           | 0      | 0    | –           | –               | –          |

Trainer: Slobodan Krčmarević

## Schweden
| #  | Pos. | Name                 | Geburtstag | Verein            | Spiele | Tore | Gelbe Karte | Gelb-Rote Karte | Rote Karte |
| -- | ---- | -------------------- | ---------- | ----------------- | ------ | ---- | ----------- | --------------- | ---------- |
| 1  | T    | Johan Dahlin         | 08.09.1986 | FC Lyn Oslo       | 4      | 0    | –           | –               | –          |
| 2  | V    | Mikael Lustig        | 13.12.1986 | Rosenborg BK      | 4      | 0    | –           | –               | –          |
| 3  | V    | Mattias Bjärsmyr     | 03.01.1986 | IFK Göteborg      | 4      | 0    | –           | –               | –          |
| 4  | V    | Rasmus Bengtsson     | 26.06.1986 | Trelleborgs FF    | 4      | 0    | –           | –               | –          |
| 5  | V    | Emil Johansson       | 11.08.1986 | Hammarby IF       | 4      | 0    | –           | –               | –          |
| 6  | V    | Per Karlsson         | 02.01.1986 | AIK               | 0      | 0    | –           | –               | –          |
| 7  | A    | Ola Toivonen         | 03.07.1986 | PSV Eindhoven     | 4      | 3    | 1           | –               | –          |
| 8  | M    | Andreas Landgren     | 17.03.1989 | Helsingborgs IF   | 3      | 0    | –           | –               | –          |
| 9  | A    | Marcus Berg          | 17.08.1986 | FC Groningen      | 4      | 7    | 1           | –               | –          |
| 10 | A    | Denni Avdić          | 05.09.1988 | IF Elfsborg       | 0      | 0    | –           | –               | –          |
| 11 | M    | Robin Söder          | 01.04.1991 | IFK Göteborg      | 1      | 0    | –           | –               | –          |
| 12 | T    | Pär Hansson          | 22.06.1986 | Helsingborgs IF   | 0      | 0    | –           | –               | –          |
| 13 | M    | Gustav Svensson      | 07.02.1987 | IFK Göteborg      | 4      | 1    | –           | –               | –          |
| 14 | M    | Guillermo Molins     | 26.09.1988 | Malmö FF          | 2      | 0    | –           | –               | –          |
| 15 | A    | Labinot Harbuzi      | 04.04.1986 | Malmö FF          | 3      | 0    | –           | –               | –          |
| 16 | M    | Pierre Bengtsson     | 12.04.1988 | AIK               | 0      | 0    | –           | –               | –          |
| 17 | V    | Martin Olsson        | 17.05.1988 | Blackburn Rovers  | 3      | 0    | –           | –               | –          |
| 18 | M    | Rasmus Elm           | 17.03.1988 | Kalmar FF         | 4      | 0    | –           | –               | –          |
| 19 | A    | Pontus Wernbloom     | 25.06.1986 | IFK Göteborg      | 3      | 0    | 2           | –               | –          |
| 20 | M    | Emir Bajrami         | 07.03.1988 | IF Elfsborg       | 3      | 0    | 2           | –               | –          |
| 21 | M    | Gabriel Özkan        | 23.05.1986 | AIK               | 1      | 0    | –           | –               | –          |
| 22 | V    | Joel Ekstrand        | 04.02.1989 | Helsingborgs IF   | 0      | 0    | –           | –               | –          |
| 23 | T    | Kristoffer Nordfeldt | 23.06.1989 | IF Brommapojkarna | 0      | 0    | –           | –               | –          |

Trainer: Tommy Söderberg und Jörgen Lennartsson

## England
| #  | Pos. | Name               | Geburtstag | Verein                  | Spiele | Tore | Gelbe Karte | Gelb-Rote Karte | Rote Karte |
| -- | ---- | ------------------ | ---------- | ----------------------- | ------ | ---- | ----------- | --------------- | ---------- |
| 1  | T    | Joe Hart           | 19.04.1987 | Birmingham City         | 3      | 0    | 2           | –               | –          |
| 2  | V    | Martin Cranie      | 23.09.1986 | FC Portsmouth           | 4      | 1    | –           | –               | –          |
| 3  | V    | Andrew Taylor      | 01.08.1986 | FC Middlesbrough        | 1      | 0    | –           | –               | –          |
| 4  | M    | Lee Cattermole     | 21.03.1988 | Wigan Athletic          | 4      | 1    | –           | –               | –          |
| 5  | V    | Richard Stearman   | 19.08.1987 | Wolverhampton Wanderers | 1      | 0    | –           | –               | –          |
| 6  | V    | Nedum Onuoha       | 12.11.1986 | Manchester City         | 3      | 1    | –           | –               | –          |
| 7  | M    | James Milner       | 04.01.1986 | Aston Villa             | 4      | 1    | 2           | –               | –          |
| 8  | M    | Craig Gardner      | 25.11.1986 | Aston Villa             | 3      | 0    | –           | –               | –          |
| 9  | A    | Gabriel Agbonlahor | 13.10.1986 | Aston Villa             | 3      | 0    | 2           | –               | –          |
| 10 | M    | Mark Noble         | 08.05.1987 | West Ham United         | 4      | 0    | –           | –               | –          |
| 11 | M    | Adam Johnson       | 14.07.1987 | FC Middlesbrough        | 4      | 0    | –           | –               | –          |
| 12 | M    | Fabrice Muamba     | 06.04.1988 | Bolton Wanderers        | 4      | 0    | –           | –               | –          |
| 13 | T    | Joe Lewis          | 06.10.1987 | Peterborough United     | 1      | 0    | –           | –               | –          |
| 14 | A    | Theo Walcott       | 16.03.1989 | FC Arsenal              | 5      | 0    | –           | –               | –          |
| 15 | M    | Jack Rodwell       | 11.03.1991 | FC Everton              | 4      | 1    | –           | –               | –          |
| 16 | V    | James Tomkins      | 29.03.1989 | West Ham United         | 2      | 0    | –           | –               | –          |
| 17 | V    | Micah Richards     | 24.06.1988 | Manchester City         | 4      | 1    | 1           | –               | –          |
| 18 | V    | Michael Mancienne  | 08.01.1988 | FC Chelsea              | 3      | 0    | –           | –               | 1          |
| 19 | V    | Kieran Gibbs       | 26.09.1989 | FC Arsenal              | 5      | 0    | –           | –               | –          |
| 20 | M    | Andrew Driver      | 20.11.1987 | Heart of Midlothian     | 1      | 0    | –           | –               | –          |
| 21 | A    | Fraizer Campbell   | 13.09.1987 | Manchester United       | 4      | 1    | –           | 1               | –          |
| 22 | T    | Scott Loach        | 27.05.1988 | FC Watford              | 2      | 0    | –           | –               | –          |
| 23 | M    | Danny Rose         | 02.07.1990 | Tottenham Hotspur       | 1      | 0    | 1           | –               | –          |

Trainer: Stuart Pearce

## Finnland
| #  | Pos. | Name              | Geburtstag | Verein              | Spiele | Tore | Gelbe Karte | Gelb-Rote Karte | Rote Karte |
| -- | ---- | ----------------- | ---------- | ------------------- | ------ | ---- | ----------- | --------------- | ---------- |
| 12 | T    | Lukáš Hrádecký    | 24.11.1989 | Esbjerg fB          | 0      | 0    | –           | –               | –          |
| 1  | T    | Anssi Jaakkola    | 13.03.1987 | AC Siena            | 2      | 0    | –           | –               | –          |
| 23 | T    | Jukka Lehtovaara  | 15.03.1988 | Turun Palloseura    | 1      | 0    | –           | –               | –          |
| 14 | V    | Joni Aho          | 12.04.1986 | Inter Turku         | 2      | 0    | –           | –               | –          |
| 2  | V    | Ville Jalasto     | 19.04.1986 | Aalesunds FK        | 1      | 0    | –           | –               | –          |
| 13 | V    | Pyry Kärkkäinen   | 10.11.1986 | HJK Helsinki        | 1      | 0    | –           | –               | –          |
| 4  | V    | Jonas Portin      | 30.09.1986 | FF Jaro             | 3      | 0    | –           | –               | –          |
| 3  | V    | Jukka Raitala     | 15.09.1988 | TSG 1899 Hoffenheim | 3      | 0    | –           | –               | –          |
| 22 | V    | Joona Toivio      | 10.03.1988 | AZ Alkmaar          | 0      | 0    | –           | –               | –          |
| 5  | V    | Tuomo Turunen     | 30.08.1987 | FC Honka            | 3      | 0    | –           | –               | –          |
| 21 | V    | Petri Viljanen    | 03.02.1987 | FC Haka             | 0      | 0    | –           | –               | –          |
| 17 | M    | Juha Hakola       | 27.10.1987 | Heracles Almelo     | 2      | 0    | –           | –               | –          |
| 8  | M    | Mehmet Hetemaj    | 08.12.1987 | Panionios Athen     | 3      | 0    | 1           | –               | –          |
| 16 | M    | Përparim Hetemaj  | 12.12.1986 | AEK Athen           | 3      | 0    | 1           | –               | –          |
| 7  | M    | Kasper Hämäläinen | 08.08.1986 | Turun Palloseura    | 3      | 0    | –           | –               | –          |
| 15 | M    | Mika Ojala        | 21.06.1988 | Inter Turku         | 0      | 0    | –           | –               | –          |
| 10 | M    | Nicholas Otaru    | 15.07.1986 | FC Honka            | 1      | 0    | –           | –               | –          |
| 6  | M    | Tim Sparv         | 20.02.1987 | Halmstads BK        | 3      | 1    | –           | –               | –          |
| 18 | M    | Jussi Vasara      | 14.05.1987 | FC Honka            | 3      | 0    | –           | –               | –          |
| 19 | A    | Aleksandr Kokko   | 06.04.1987 | FC Honka            | 1      | 0    | 1           | –               | –          |
| 11 | A    | Jarno Parikka     | 21.07.1986 | HJK Helsinki        | 1      | 0    | –           | –               | –          |
| 20 | A    | Teemu Pukki       | 29.03.1990 | FC Sevilla          | 3      | 0    | 1           | –               | –          |
| 9  | A    | Berat Sadik       | 14.09.1986 | Arminia Bielefeld   | 3      | 0    | –           | –               | –          |

Trainer: Markku Kanerva

## Deutschland
| #  | Pos. | Name               | Geburtstag | Verein                   | Spiele | Tore | Gelbe Karte | Gelb-Rote Karte | Rote Karte |
| -- | ---- | ------------------ | ---------- | ------------------------ | ------ | ---- | ----------- | --------------- | ---------- |
| 1  | T    | Manuel Neuer       | 27.03.1986 | FC Schalke 04            | 5      | 0    | –           | –               | –          |
| 2  | V    | Andreas Beck       | 13.03.1987 | TSG 1899 Hoffenheim      | 5      | 1    | 1           | –               | –          |
| 3  | V    | Sebastian Boenisch | 01.02.1987 | Werder Bremen            | 3      | 0    | –           | –               | –          |
| 4  | V    | Benedikt Höwedes   | 29.02.1988 | FC Schalke 04            | 5      | 1    | –           | –               | –          |
| 5  | V    | Jérôme Boateng     | 03.09.1988 | Hamburger SV             | 5      | 0    | –           | –               | –          |
| 6  | V    | Dennis Aogo        | 14.01.1987 | Hamburger SV             | 5      | 0    | –           | –               | –          |
| 7  | M    | Patrick Ebert      | 17.03.1987 | Hertha BSC               | 3      | 0    | 1           | –               | –          |
| 8  | M    | Sami Khedira       | 04.04.1987 | VfB Stuttgart            | 4      | 0    | 1           | –               | –          |
| 9  | A    | Ashkan Dejagah     | 05.07.1986 | VfL Wolfsburg            | 4      | 1    | 1           | –               | –          |
| 10 | M    | Mesut Özil         | 15.10.1988 | Werder Bremen            | 5      | 1    | 2           | –               | –          |
| 11 | A    | Marko Marin        | 13.03.1989 | Borussia Mönchengladbach | 4      | 0    | 1           | –               | –          |
| 12 | T    | Florian Fromlowitz | 02.07.1986 | Hannover 96              | 0      | 0    | –           | –               | –          |
| 13 | A    | Sandro Wagner      | 29.11.1987 | MSV Duisburg             | 3      | 2    | 2           | –               | –          |
| 14 | M    | Fabian Johnson     | 11.12.1987 | TSV 1860 München         | 2      | 0    | –           | –               | –          |
| 15 | V    | Mats Hummels       | 16.12.1988 | Borussia Dortmund        | 2      | 0    | –           | –               | –          |
| 16 | V    | Daniel Schwaab     | 23.08.1988 | SC Freiburg              | 1      | 0    | –           | –               | –          |
| 17 | M    | Dennis Grote       | 09.08.1986 | VfL Bochum               | 0      | 0    | –           | –               | –          |
| 18 | M    | Daniel Adlung      | 01.10.1987 | VfL Wolfsburg            | 0      | 0    | –           | –               | –          |
| 19 | M    | Änis Ben-Hatira    | 18.07.1988 | MSV Duisburg             | 3      | 0    | –           | –               | –          |
| 20 | M    | Gonzalo Castro     | 11.06.1987 | Bayer 04 Leverkusen      | 5      | 2    | –           | –               | –          |
| 21 | V    | Marcel Schmelzer   | 22.01.1988 | Borussia Dortmund        | 4      | 0    | 1           | –               | –          |
| 22 | A    | Chinedu Ede        | 05.02.1987 | MSV Duisburg             | 0      | 0    | –           | –               | –          |
| 23 | T    | Tobias Sippel      | 22.03.1988 | 1. FC Kaiserslautern     | 0      | 0    | –           | –               | –          |

Trainer: Horst Hrubesch

## Spanien
| #  | Pos. | Name                       | Geburtstag | Verein               | Spiele | Tore | Gelbe Karte | Gelb-Rote Karte | Rote Karte |
| -- | ---- | -------------------------- | ---------- | -------------------- | ------ | ---- | ----------- | --------------- | ---------- |
| 1  | T    | Roberto Jiménez            | 10.02.1986 | Recreativo Huelva    | 0      | 0    | –           | –               | –          |
| 2  | V    | Miguel Torres              | 28.01.1986 | Real Madrid          | 0      | 0    | –           | –               | –          |
| 3  | V    | Nacho Monreal              | 26.02.1986 | CA Osasuna           | 3      | 0    | –           | –               | –          |
| 4  | M    | Javi García                | 08.02.1987 | Real Madrid          | 1      | 0    | –           | –               | –          |
| 5  | V    | Marc Torrejón              | 18.02.1986 | RCD Espanyol         | 3      | 1    | 1           | –               | –          |
| 6  | M    | Javi Martínez              | 02.09.1988 | Athletic Bilbao      | 2      | 0    | –           | –               | –          |
| 7  | M    | Sisi                       | 22.04.1986 | Recreativo Huelva    | 2      | 0    | –           | –               | –          |
| 8  | M    | Raúl García                | 11.07.1986 | Atlético Madrid      | 3      | 0    | 2           | –               | –          |
| 9  | A    | Bojan Krkić                | 28.08.1990 | FC Barcelona         | 2      | 0    | –           | –               | –          |
| 10 | M    | José Manuel Jurado         | 29.06.1986 | RCD Mallorca         | 3      | 0    | –           | –               | –          |
| 11 | M    | Esteban Granero            | 02.07.1987 | Getafe CF            | 2      | 0    | –           | –               | –          |
| 12 | V    | César Azpilicueta          | 28.08.1989 | CA Osasuna           | 2      | 0    | 1           | –               | –          |
| 13 | T    | Sergio Asenjo              | 28.06.1989 | Real Valladolid      | 3      | 0    | –           | –               | –          |
| 14 | V    | Sergio Sánchez             | 03.04.1986 | RCD Espanyol         | 1      | 0    | –           | –               | –          |
| 15 | V    | José Manuel Flores „Chico“ | 06.03.1987 | UD Almería           | 1      | 0    | –           | –               | –          |
| 16 | V    | Iván Marcano               | 23.06.1987 | Racing de Santander  | 1      | 0    | –           | –               | –          |
| 17 | M    | Diego Capel                | 16.02.1988 | FC Sevilla           | 3      | 0    | –           | –               | –          |
| 18 | M    | Mario Suárez               | 24.02.1987 | Real Mallorca        | 2      | 0    | –           | –               | –          |
| 19 | A    | Francisco Jiménez „Xisco“  | 26.06.1986 | Newcastle United     | 3      | 0    | –           | –               | –          |
| 20 | A    | Jonathan Pereira Rodríguez | 12.05.1987 | Racing de Santander  | 1      | 0    | –           | –               | –          |
| 21 | A    | Adrián López               | 08.01.1988 | FC Málaga            | 1      | 0    | –           | –               | –          |
| 22 | M    | Pedro León                 | 24.11.1986 | Real Valladolid      | 3      | 1    | –           | –               | –          |
| 23 | T    | Antonio Adán               | 13.05.1987 | Real Madrid Castilla | 0      | 0    | –           | –               | –          |

Trainer: Juan Ramón López Caro